# Nereis dayana
Nereis dayana är en ringmaskart som beskrevs av Sun, Shen in Sun, Wu och Shen 1978. Nereis dayana ingår i släktet Nereis och familjen Nereididae. Inga underarter finns listade i Catalogue of Life.